# Македонска акция
„Македонска акция“ (на македонска литературна норма: Македонска акција) е политическа партия от Северна Македония с дясна ориентация. Позната е също като „Македонска акция – Консервативна партия“.
Смята се за наследник (1995) на Движението за всемакедонска акция (1990) и от него носи днешното си име. Често се ползва абревиатурата МААК, която идва от инициалите в превода на английски език на тогавашното име. След 2001 г. партията променя своето име на МААК – Единствена македонска опция (МААК-ЕМО). Престава да функционира след изборите през 2002 г., когато се присъединява към ВМРО-ДПМНЕ. През 2016 г. е активирана под името Македонска акция и участва в парламентарните избори в коалицията на ВМРО-ДПМНЕ.
Дългогодишен председател на партията е Страшо Ангеловски.